# Roberto Goycoolea
Roberto Goycoolea Infante (Santiago de Chile, 29 de agosto de 1928 - Concepción, Chile, 26 de abril de 2018) fue un arquitecto y constructor civil chileno.
Egresó de la Universidad Católica de Chile en 1958. Recibió el Premio Nacional de Arquitectura en 1995 y el Premio Municipal de Arte. Fue además rector de la Universidad del Bío-Bío (UBB) por dos períodos, entre 1990 y 1998, y el primer asesor urbanístico de la Municipalidad de Concepción. Es autor del primer plan regulador de esa ciudad y profesor titular de la Facultad de Arquitectura, Construcción y Diseño de la UBB y fundador de la Escuela de Arquitectura de esa casa de estudios.

## Obras destacadas
| Obra                                         | Ubicación  | Imagen |
| -------------------------------------------- | ---------- | ------ |
| Biblioteca Central Universidad de Concepción | Concepción |        |
| Edificio Arauco (junto a Emilio Duhart)      | Concepción |        |
| Edificio CEPAL                               | Santiago   |        |